# Adorján András (sakkozó)
Adorján András, korábbi neve (1968-ig) Jocha András (Budapest, 1950. március 31. – 2023. május 11.) magyar nemzetközi nagymester, többszörös sakkolimpikon, sakkolimpiai bajnok, háromszoros magyar bajnok, U20 junior sakkvilágbajnoki ezüstérmes, U20 junior Európa-bajnoki arany- és ezüstérmes. Nemzetközi sakk versenybíró, szakíró, sakkedző. Híres szlogenje a „Black is OK!”, amely számos sikeres sakk-könyvének címében is megjelenik.

## Pályafutása
1964-ben az Országos ifjúsági bajnokságon 14 évesen a 20 éven aluliak mezőnyében 1. helyezést ért el. 1969-ben Stockholmban a 20 év alattiak számára rendezett junior világbajnokságon a 2. helyet szerezte meg a később felnőtt világbajnoki címet is szerző Anatolij Karpov mögött. 1970-ben a 20 év alattiak számára Groningenben rendezett Niemeyer-versenyen junior Európa-bajnoki címet szerzett. 1970-ben lett nemzetközi mester, és 1973-ban szerezte meg a nemzetközi nagymesteri címet. 1979-ben a Rigában rendezett Zónaközi döntőn Ribli Zoltánnal holtversenyben a 3. helyen végzett. Köztük párosmérkőzés döntött a továbbjutó személyéről, amely 3-3-ra végződött. A versenyen elért jobb holtversenyszámítási eredményével Adorján jutott tovább. A nyolcaddöntőben játszott párosmérkőzésen 4,5-5,5 arányban alulmaradt a német Robert Hübnerrel szemben.
Háromszor (1984, 1992, 1993) nyerte meg a magyar sakkbajnokságot.
Olimpiai szereplései
Az 1978-as Buenos Aires-i olimpián győztes magyar csapat tagja. Összesen hat sakkolimpián vett részt, az 1978-ason kívül 1984-1992 között még öt alkalommal. 1984 és 1992 között még két 4. és egy 5. helyezést ért el a válogatottal.
Világ- és Európa-bajnokságok
Tagja volt a Főiskolai Világbajnokságon 1972-ben 2., 1974-ben 3. helyet szerzett magyar válogatottnak.
A csapat-világbajnokságokon tagja volt az 1985-ben 2. és az 1989-ben 4. helyet elért magyar válogatottnak.
Hat alkalommal szerepelt a válogatott tagjaként az Európa bajnokságon, amelyeken háromszor 2. (1970, 1977, 1980), és kétszer 3. helyet (1973, 1983) szereztek meg. Ez utóbbi alkalommal a mezőny legjobb eredményét érte el.
Pályafutása során nem kevesebb, mint 7 alkalommal nyert szépségdíjat.

## Munkássága

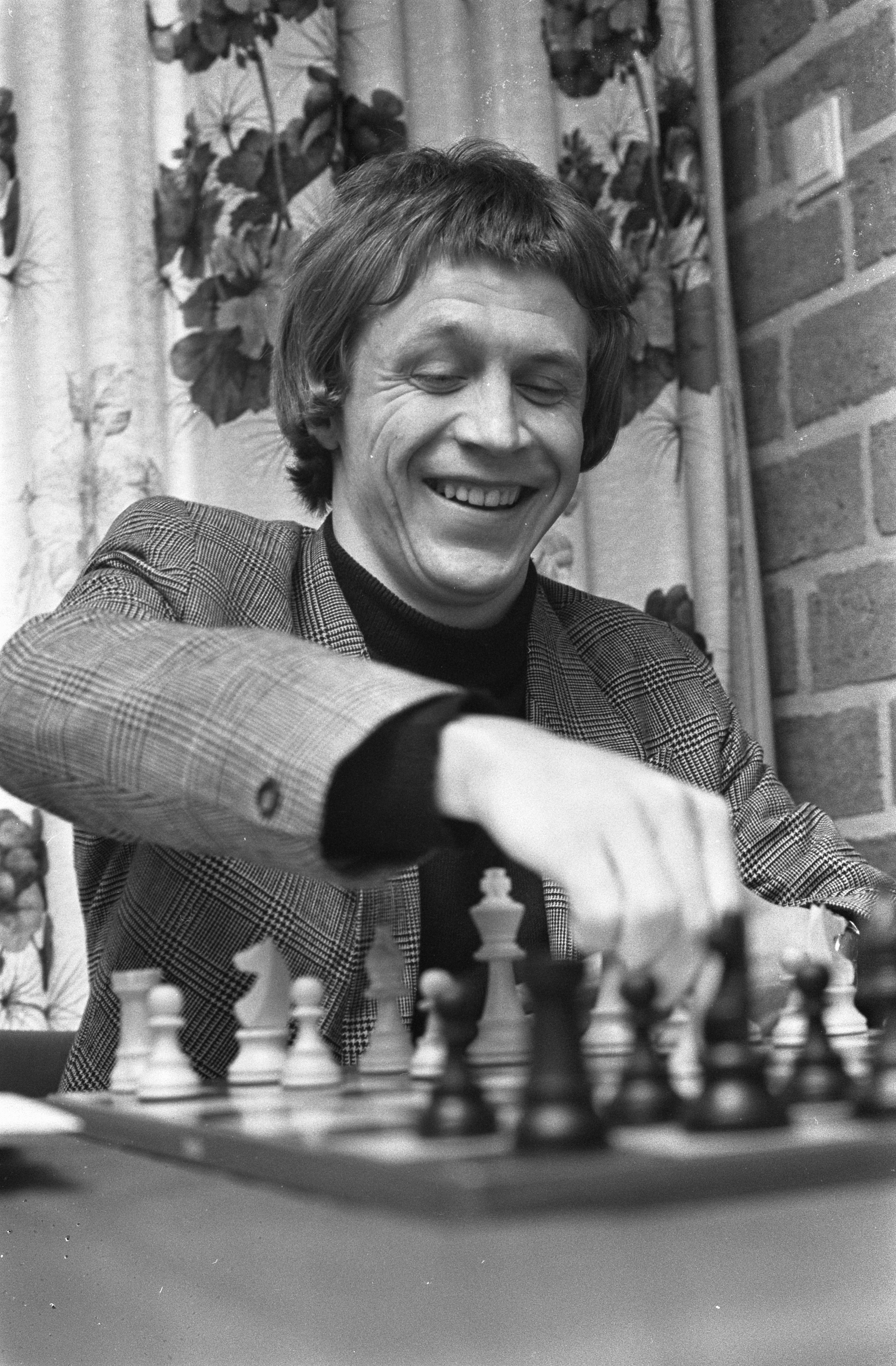
Adorján András (1972)

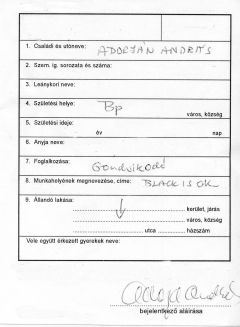
Adorján András nemzetközi nagymester, szakíró humoros adatlapja (könyveinek visszatérő témájával: Black is OK! azaz a fekete is nyerő)

Megnyitási specialistának számít, elsősorban a Grünfeld-védelem és az Angol megnyitás szakértője. Cikkei jelentek meg a világ szinte minden sakklapjában (Ausztráliától Kínáig, az USA-tól Kolumbiáig, Argentínától Kanadáig, Monaco és Andorra kivételével az összes európai országban).
Garri Kaszparov (1984: Karpov, 1985: Andersson, Timman, 1986: Miles ellen), és Lékó Péter szekundánsaként is dolgozott. Csapatedzőként a Bundesligában (Kirchheim/Heidelberg 1988-90), Törökországban (1991), Botswanában (1992) működött.
1993-ban létrehozta a Papp Béla Alapítványt. A BLACK IS OK! elmélet kidolgozója, a szivárvány- és színsakk ügyének szószólója. 1994-ben kapta meg a FIDE-től a nemzetközi versenybírói címet. 2000 júliusa óta nem játszott FIDE által nyilvántartott versenyen. Utolsó Élő-pontszáma 2504, a magyar örökranglistán ezzel jelenleg a 28. helyen áll. Legmagasabb Élő-pontértéke 2580 volt 1984. júliusban.

## Jelentősebb versenyeredményei
Egyedüli vagy holtversenyes 1. helyezést ért el:
- 1973 – Várna
- 1974 – Olot
- 1978 – Eszék
- 1982 – Budapest
- 1983 – Gjovik
- 1985 – Esbjerg
- 1987 – New York Open

## Művei
- Magyarok a dobogón – XIX. Sakkolimpia, Siegen, 1970 (társszerző), Sport, 1972
- Horváth Tamás–Adorján András: Sicilian, Sveshnikov variation, Pergamon, Oxford, 1987
- Adorján András–Döry Jenő: Ellentámadás a Grünfeld-védelemben, Statisztikai Kiadó, Budapest, 1987 
  - Angolul: Winning With the Grunfeld, Collier Books, 1987, ISBN 0-02-016080-1
- Grünfeld-Indische Verteidigung – richtig gespielt (mit Jeno Döry), T. Beyer, Hollfeld, 1989, ISBN 3-8916-8009-0
- Kaszparov fehéren-feketén, Sport, Budapest, 1989, ISBN 978-9632534978
- Black is OK, Batsford Ltd, London 1988, ISBN 978-0-7134-5790-2
  - Németül: Black ist OK, T. Beyer, Hollfeld, 1990, ISBN 3-8044-1353-6)
- Quo vadis, Garry? András Adorján analysiert Kasparows Weg, Schachverlag Dreier, Mannheim, 1990, ISBN 3-9802-5740-1
- Black is OK! avagy nem olyan fekete a sötét, mint amilyennek tetszik, Kossuth könyvkiadó, 1992
- Schwarz Ist Super in Sizilianisch Swesch, Black Is OK Books, 1993, ISBN 963-04-2653-6
- Black is OK!, Kossuth könyvkiadó, 1993
- Szicíliai mellékösvények, Black Is OK könyvek, Budapest, 1994, (fordításai megjelentek angol, német, francia, spanyol nyelven is)
- 100 éves a Sakkazértis! Antológia I-II., magánkiadás, Budapest, 2000, ISBN 9636406855
- Black is still OK!, Batsford, 2004, ISBN 0-713-48870-0
- Black is OK forever!, Batsford, 2005, ISBN 0-7134-8942-1

## Díjai, elismerései
- Sport Érdemérem arany fokozata (1978), a Buenos Airesben rendezett sakkolimpián elért 1. helyezésért[8]